# Liste der preußischen Gesandten in Hessen-Kassel
Liste der preußischen Gesandten in der Landgrafschaft Hessen-Kassel und dem Kurfürstentum Hessen (Hessen-Kassel).

## Gesandte
1778: Aufnahme diplomatischer Beziehungen
...
- 1813–1819: Carl von Hänlein (1760–1819)
- 1819–1841: Karl von Canitz und Dallwitz (1787–1850)
- 1841–1844: Wilhelm Ulrich von Thun (1784–1862)
- 1844–1844: Karl Friedrich von Savigny (1814–1875), Geschäftsträger
- 1844–1849: Ferdinand von Galen (1803–1881)
- 1849–1852: Hermann von Thile (1812–1889)
- 1853–1859: Gustav von der Schulenburg-Priemern (1814–1890)
- 1859–1862: Rudolf von Sydow (1805–1872)
- 1863–1863: Harry von Arnim (1824–1881)
- 1863–1864: Heinrich VII. Reuß zu Köstritz (1825–1906)
- 1864–1866: Heinrich von Roeder (1804–1884)

1866: Auflösung der Gesandtschaft